# Przewrotka (sport)

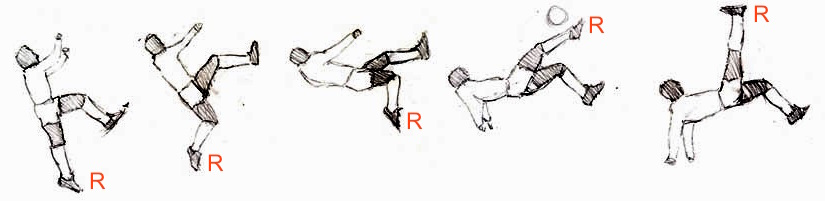
Grafika przedstawiająca wykonanie zagrania

Przewrotka (rzadziej fikołek, przerzutka, parasolka, w Ameryce Południowej – chilena) – rodzaj widowiskowego zagrania w piłce nożnej.

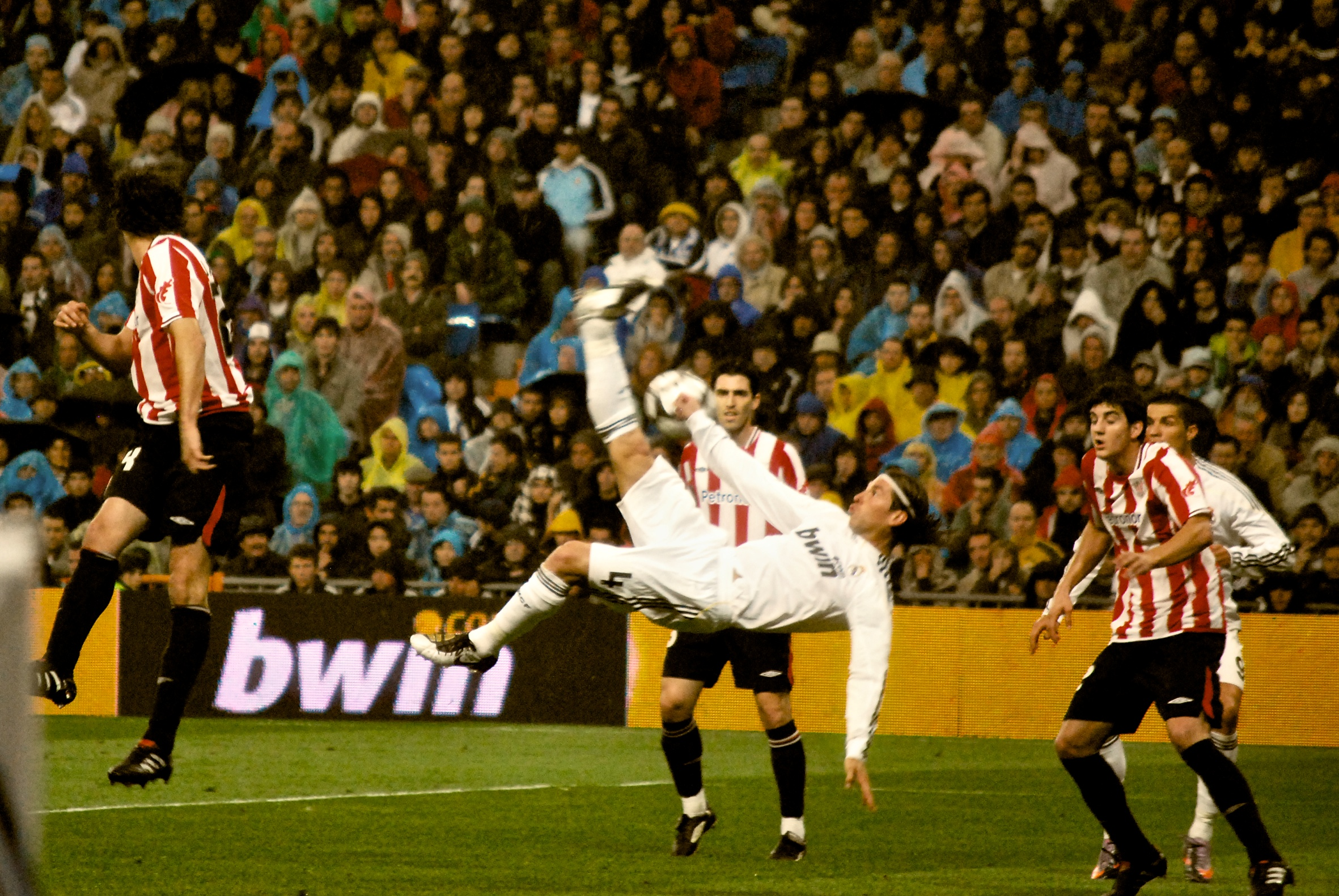
Sergio Ramos z Realu Madryt w meczu przeciwko Athletic Bilbao

Przewrotka polega na uderzeniu piłki nogą przez zawodnika znajdującego się w powietrzu w fazie wyskoku tak, że jego ciało znajduje się w przybliżeniu równolegle do podłoża. Jest ona możliwa do wykonania wyłącznie przez gracza znajdującego się tyłem do kierunku gry. Gracz może próbować uderzyć piłkę bezpośrednio, bądź uprzednio stojąc na ziemi przyjąć ją w dowolny sposób i podbić tak, by możliwe było wykonanie wyskoku i wymachu.
Przewrotka może być zarówno podaniem, jak i strzałem. Może być też wybiciem piłki przez obrońcę. Próba wykonania zagrania w bliskości gracza z przeciwnej drużyny, zwłaszcza sposobiącego się do zagrania głową, może być kwalifikowana jako niebezpieczne zagranie i karana przyznaniem drużynie przeciwnej rzutu wolnego.
Próby wykonania zagrania przez niedoświadczonego zawodnika mogą zakończyć się kontuzją. Celem jej uniknięcia, gracz przygotowuje się do amortyzacji upadku ręką.
Pierwszym znanym golem strzelonym przewrotką była ostatnia bramka strzelona przez Brazylijczyka Leonidasa da Silva w meczu z Polską w roku 1938 w Strasburgu na mistrzostwach świata. Znanym wykonawcą strzałów z przewrotki był reprezentant RFN Klaus Fischer.
Przewrotka jest najbardziej charakterystycznym elementem beach soccera, gdzie większość zawodników z pola uznaje ten strzał za jeden z najskuteczniejszych. W regulaminie gry obowiązuje zasada, że zawodnik próbujący zablokować strzał z przewrotki nie może mieć kontaktu cielesnego z wykonującym strzał.